# كازيوشي ماتسوناقا
كادْزُيوشي ماتسوناگَ (باليابانية: 松永 一慶) (13 نوفمبر 1977 في ناكاتسو في اليابان – )؛ هو لاعب كرة قدم ياباني سابق كان يلعب كمهاجم.

## وصلات خارجية
- كازيوشي ماتسوناقا على موقع رابطة كرة القدم اليابانية للمحترفين (اليابانية)
- كازيوشي ماتسوناقا على موقع عالم كرة القدم.نت (الإنجليزية)